# (33884) 2000 KX9
2000 KX9 (asteroide 33884) é um asteroide da cintura principal. Possui uma excentricidade de 0.23071690 e uma inclinação de 0.15513º.
Este asteroide foi descoberto no dia 28 de maio de 2000 por LINEAR em Socorro.